# Otis Barton
Frederick Otis Barton, Jr. (5 de junho de 1899 a 15 de abril de 1992) foi um engenheiro, mergulhador, inventor e ator norteamericano.
Barton nasceu em Nova Iorque e projetou a batisfera, com a qual fez mergulhos de grande profundidade na companhia de William Beebe, na costa da Bermuda em junho de 1930. Na década bateram os recordes de 260 e 1.000 metros de profundidade.
Barton atuou no filme Titans of the Deep em 1938.

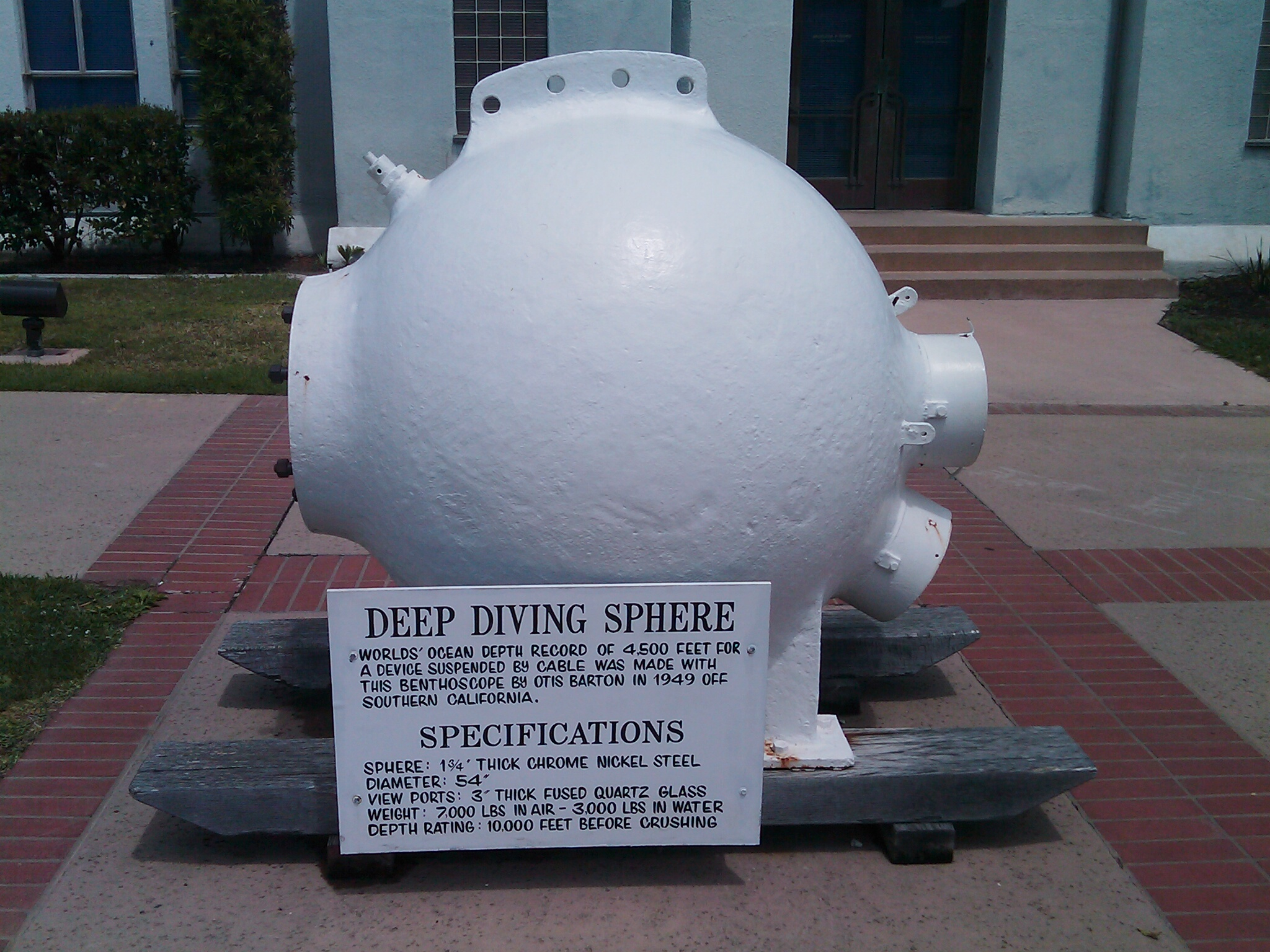
Bentoscópio em exposição no Los Angeles Maritime Museum.

Em 1949, bateu um novo recorde de profundidade com a marca de 1.372 m no Oceano Pacífico, usando o bentoscópio, o qual projetou com Maurice Nelles.
Barton escreveu o livro "The World Beneath the Sea," (1953). Em 1978 Barton testou uma aeronave que visava registrar a vida selvagem na floresta.